# Lord Rhys

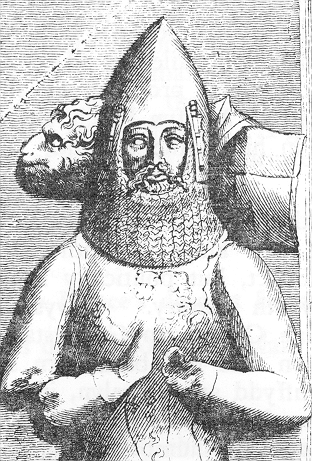
Das angebliche Grabbild von Lord Rhys

Lord Rhys (eigentl. Rhys ap Gruffydd, bekannt als walisisch Yr Arglwydd Rhys (‘The lord Rhys’), * 1132; † 28. April 1197) war ein Herrscher des südwalisischen Fürstentums Deheubarth. Unter seiner Führung wurde das Fürstentum in der zweiten Hälfte des 12. Jahrhunderts zum mächtigsten walisischen Fürstentum, doch verlor es diese Stellung durch heftige Erbfolgekriege nach seinem Tod.

## Herkunft und Jugend
Rhys war der jüngste Sohn von Gruffydd ap Rhys, einem Fürsten von Deheubarth, und Gwenllian ferch Gruffydd, einer Tochter von Gruffydd ap Cynan und damit eine Schwester von Owain Gwynedd. Seine Mutter fiel 1136 im Kampf gegen die anglonormannischen Besatzer, sein Vater starb im Jahr darauf unter ungeklärten Umständen. Die Führung des Widerstands gegen die Anglonormannen in Südwales ging damit an seine älteren Halbbrüder Anarawd und Cadell über. Bereits als 13-jähriger Jugendlicher nahm er unter Führung seiner älteren Brüder Maredudd und Cadell an der Eroberung von Llansteffan Castle und an Kriegszügen gegen die anglonormannischen Marcher Lords in Dyfed teil. 1150 und 1151 begleitete er seinen Bruder Cadell bei der Eroberung des benachbarten Fürstentums Ceredigion, das von Hywel ab Owain, einem Sohn Owain Gwynedds beherrscht wurde.

## Herrscher ab 1155
Sein ältester Bruder Anarawd war bereits 1143 ermordet worden, sein Bruder Cadell wurde 1151 während der Jagd von Anglonormannen aus Tenby überrascht und schwer verwundet. Er war seitdem invalide. Zusammen mit seinem Bruder Maredudd eroberte Rhys 1151 Loughor Castle auf Gower. 1153 eroberten sie in einem nächtlichen Überraschungsangriff Tenby, wo sie den Überfall auf Cadell rächten, und Aberafan Castle. Anschließend führte Rhys einen Raubzug in das Cantref Cyfeiliog nach Powys. Nachdem Maredudd 1155 bereits mit 25 Jahren gestorben war, folgte Rhys ihm als alleiniger Herrscher Deheubarths nach.
Zur Verteidigung der Nordgrenze von Ceredigion gegen seinen Onkel Owain Gwynedd von Gwynedd errichtete er 1156 Aberdyfi Castle. Seine Brüder hatten bisher im Kampf gegen die Anglonormannen von der Anarchy in England profitieren können. Der neue König Heinrich II. unterstützte nach seiner Thronbesteigung nun die Marcher Lords im Kampf um die Rückeroberung ihrer während dieser Zeit verloren gegangenen Gebiete. Nach einem Feldzug des Königs nach Wales 1157 musste sich Rhys 1158 dem König unterwerfen und huldigte ihm für Cantref Mawr und weitere verstreute Gebiete, während er Ceredigion an Roger de Clare und Cantref Bychan mit Llandovery Castle an Walter de Clifford verlor. Dennoch gingen die Kämpfe nach einem Überfall von Walter de Clifford auf Deheubarth weiter. Rhys eroberte im Gegenzug Llandovery Castle zurück, während sein Neffe Einion ab Anarawd Castell Hywel in Ceredigion angriff. Heinrich II. führte eine erneute Streitmacht nach Südwales und Rhys musste sich ihm erneut unterwerfen, Llandovery Castle wieder abtreten und die englische Oberherrschaft anerkennen, ehe der König im August 1158 nach Frankreich übersetzte. Mit dieser Huldigung verlor er faktisch seinen Status als Fürst und wurde fortan Lord Rhys genannt. Bereits 1159 führte Rhys jedoch Raubzüge nach Dyfed und belagerte Carmarthen Castle. Eine anglonormannische Streitmacht unter Reginald de Dunstanville, 1. Earl of Cornwall zwang ihn zum Abbruch der Belagerung. Dunstanville bot ihm einen Waffenstillstand an, den Rhys annahm.

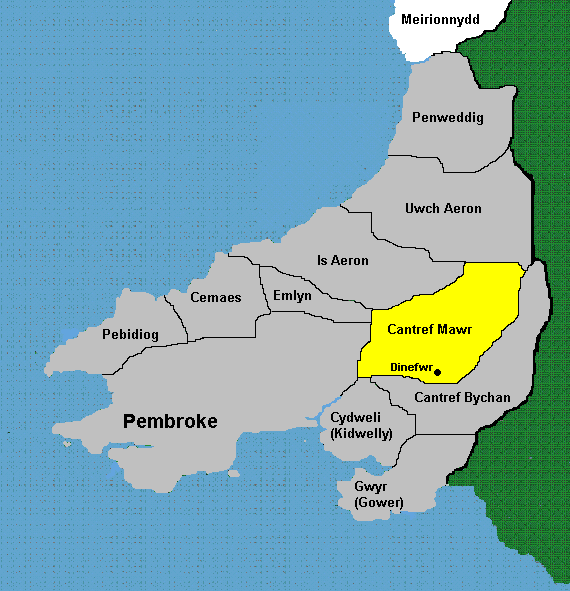
Deheubarth um 1158

1162 eroberte Rhys während Heinrichs Abwesenheit in der Normandie erneut Llandovery Castle, worauf Heinrich II. im folgenden Jahr einen weiteren Feldzug gegen ihn unternahm. Rhys musste sich dem König bei Pencader ergeben und wurde als Gefangener nach England gebracht, wo er sich am 1. Juli 1163 in Woodstock zusammen mit Owain Gwynedd und Malcolm IV. von Schottland dem König förmlich unterwarf. Nach diesem Rückschlag eroberte Rhys 1164 jedoch fast ganz Ceredigion als Vergeltung für den Tod seines Neffen Einion ab Anarawd, der 1163 vermutlich auf Veranlassung Roger de Clares ermordet worden war. Im August 1165 traf sich Rhys mit Owain Gwynedd und anderen Waliser Fürsten in Corwen, um den gemeinsamen Widerstand gegen den Feldzug Heinrichs II. zu besprechen. Der Feldzug des Königs endete, nicht zuletzt wegen Dauerregen, in einer Katastrophe, so dass der König gezwungen war, sich nach England zurückzuziehen. Im weiteren Verlauf des Jahres vollendete Rhys die Eroberung von Ceredigion, eroberte die Burgen von Cardigan und Cilgerran und nahm den Constable von Cardigan, seinen Cousin Robert FitzStephen gefangen. 1166 und 1167 unterstützte er Owain Gwynedd bei der Eroberung des Cantref Tegeingl in Nordostwales, und im weiteren Verlauf des Jahres griffen die beiden Fürsten Owain Cyfeiliog von Powys Wenwynwyn an und eroberten die Burg von Tafolwern, die an Rhys fiel. Außerdem eroberte er die königliche Burg Rhuddlan Castle. Rhys hatte damit seine 1158 verlorene Macht zurückerlangt. Ceredigion blieb nun bis zu seinem Tod unter seiner Herrschaft.

## Ausgleich mit HeinrichII.
Bis 1171 war die Beziehung Rhys gegenüber dem englischen König durch Ungehorsam und Feindschaft, unterbrochen durch widerwillige Unterwerfung nach militärischem Druck, geprägt. Nach 1171 änderte sich die Politik Heinrichs II. gegenüber Rhys radikal. Durch den Tod von Owain Gwynedd im November 1170 war Rhys zum mächtigsten walisischen Fürsten aufgestiegen. Das Ansehens Heinrichs dagegen war in England nach dem Mord an Thomas Becket zerstört, gleichzeitig unternahmen eine Reihe der Marcher Lords einen Eroberungsversuch in Irland. Rhys hatte die Angriffe auf Irland unterstützt, beispielsweise hatte er Robert FitzStephen nur unter der Bedingung freigelassen, dass er an dem Angriff auf Irland teilnahm.
Heinrich II. hatte erkannt, dass er auf militärischem Weg Wales nicht befrieden konnte, gleichzeitig beunruhigte ihn die durch die Eroberungen in Irland zunehmende Macht der Marcher Lords. Bevor er nach Irland übersetzte, um dort seine Herrschaft über die Marcher Lords zu behaupten, traf er sich im Oktober 1171 in Pembroke mit Rhys. Der König bestätigte Rhys Herrschaft über Ceredigion, Ystrad Tywi, Emlyn und die Commotes von Ystlwyf und Efelffre in Cantref Gwarthaf, außerdem ließ er Rhys Sohn Hywel Sais frei, der als Geisel gestellt worden war. Im Gegenzug begleitete Hwywel Sais nach Heinrichs Rückkehr 1173 nach Frankreich, und Rhys selbst führte die südostwalisischen Fürsten Seisyll ap Dyfnwal von Gwent, Einion ab Clud von Elfael, Morgan ap Caradog von Glamorgan, Iorwerth ab Owain von Caerleon und Gruffudd ab Ifor von Senghenydd nach Gloucester, die dort dem König am 29. Juni 1175 huldigten. Der Frieden blieb jedoch nicht völlig ohne Spannungen, so griff beispielsweise nach dem Tod von William FitzRobert, 2. Earl of Gloucester 1183 Rhys Neffe Morgan ap Caradog Teile von Glamorgan an, und 1186 musste der Justiciar Ranulf de Glanville in einem Konflikt vermitteln, den Rhys Söhne durch Überfälle in Herefordshire und Cheshire verursacht hatten.

### Herrschaft über Deheubarth
In der langen Friedensphase festigte Rhys sein Fürstentum. Die walisische Oberschicht übernahm teilweise die anglonormannische Kultur, und Rhys erbaute nach normannischem Vorbild steinerne Burgen zur Sicherung seiner Herrschaft, neben seiner Residenz Dinefwr Castle vor allem Cardigan Castle. In Cardigan Castle fand 1176 ein erstes Eisteddfod unter seiner Schirmherrschaft statt. Weitere Burgen waren die 1177 erbaute und 1194 verstärkte Burg von Rhayader und das 1190 erneuerte Kidwelly Castle. Nach normannischem Vorbild förderte Rhys Klöster und Abteien. Nach der Eroberung von Ceredigion übernahm er 1165 das Patronat über die Strata Florida Abbey und beschenkte sie ebenso wie Whitland Abbey reich mit Gütern. Er war der erste walisische Fürst, der Niederlassungen der Zisterzienser in Wales ermöglichte, und gründete selbst ein Zisterzienserinnen-Kloster in Llanllŷr sowie die Prämonstratenserabtei von Talley.
Seine Zeitgenossen beurteilten ihn fast ausschließlich wohlwollend. Giraldus Cambrensis lobte seine Großzügigkeit, Tatkraft und Klugheit, sein Geschick und seinen Erfolg in der Kriegsführung. Seine militärischen Leistungen wurden sowohl von den Engländern wie auch von Walisern respektiert.

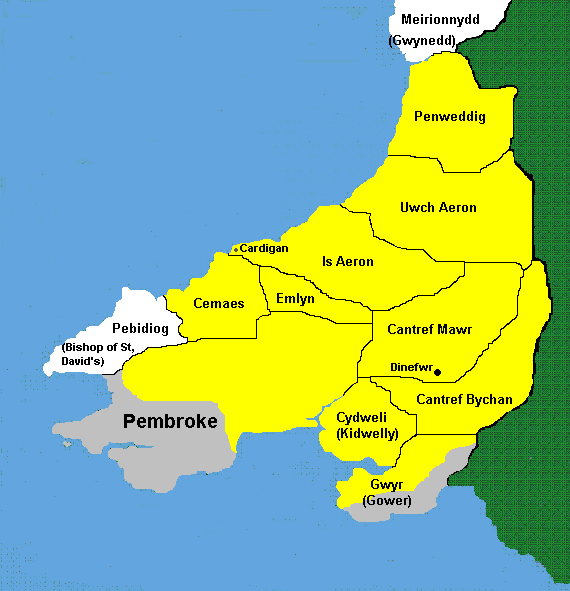
Deheubarth um 1190

## Grenzkriege nach dem Tod Heinrichs und Nachfolgestreit
Der Tod Heinrichs II. im Juli 1189 bedeutete das Ende der langen friedlichen Koexistenz in Wales. Rhys selbst betrachtete augenscheinlich die Vereinbarung mit Heinrich II. mit dessen Tod als erloschen. Da er mit dem neuen König Richard I. noch keine Vereinbarung geschlossen hatte, griff er bereits im September 1189 Burgen des Königs und der Marcher Lords an. Der Bruder des Königs, Johann, unternahm darauf einen Feldzug gegen Rhys, schloss mit ihm einen Waffenstillstand und eskortierte Rhys nach Oxford, wo er Richard Löwenherz treffen sollte. Das Treffen kam jedoch nicht zustande, worauf Rhys nach Wales zurückkehrte und seine Angriffe auf englische Burgen in Dyfed fortsetzte. Zu Weihnachten 1189 eroberte er St Clears Castle und Llansteffan Castle, 1191 eroberte Rhys Nevern Castle, eine Burg seines Schwiegersohns William FitzMartin. 1192 eroberte er Llawhaden Castle, eine Burg von Peter de Leia, des Bischofs von St Davids.
Geschwächt wurde seine Herrschaft jedoch durch Familienzwiste. Er hatte seinen zweitältesten Sohn Gruffydd als Haupterben vorgesehen, der 1189 mit Maud, einer Tochter des mächtigen Marcher Lord William de Braose verheiratet wurde. Sein vermutlich ältester Sohn Maelgwn ap Rhys war wegen seiner Zurücksetzung mit Gruffydd zutiefst verfeindet und musste deshalb 1189 gefangen genommen werden. Gruffydd lieferte Maelgwn ohne Wissen seines Vaters an seinen Schwiegervater aus, und Maelgwn blieb bis 1192 in Gefangenschaft Braoses, ehe er auf Initiative seines Vaters wieder freigelassen wurde. An der Belagerung von Swansea Castle 1192 nahm Maelgwn teil, doch seine Feindschaft zu Gruffydd soll zum Scheitern der Belagerung beigetragen haben. Wiston Castle wurde dagegen 1192 erobert. 1194 schlossen Rhys Söhne Maelgwn und Hywel Sais eine Allianz gegen ihren Vater, nahmen ihn gefangen und sperrten ihn in Nevern Castle ein. Hywel Sais ließ ihn wenig später wieder frei, während Maelgwn ins Exil flüchtete. Die Familienkriege führten zu weiteren Rückschlägen, als William de Braose St Clears zurückeroberte und auch Wiston Castle wieder verloren ging. Schließlich musste Rhys 1195 seine Söhne Maredudd und Rhys Gryg gefangen nehmen, die sich der Burgen von Dinefwr und Llandovery bemächtigt hatten, und kerkerte sie in der Burg von Ystrad Meurig ein.
1196 unternahm er seinen letzten großen Feldzug und verwüstete Carmarthen, die Burg jedoch konnte er nicht erobern. Anschließend eroberte er Colwyn Castle in Upper Elfael, schlug in Radnor Roger Mortimer of Wigmore und eroberte William de Braoses neue Burg bei Painscastle. Im Alter von 65 Jahren starb er am 28. April 1197. Da er wegen des Kriegs mit dem Bischof von St Davids noch exkommuniziert war, musste sein Sohn Gruffydd erst Buße für ihn tun, ehe Rhys in der Kathedrale von St Davids begraben werden konnte.

## Familie und Nachkommen
Er war verheiratet mit seiner Cousine Gwenlllian, Tochter von Madog ap Maredudd von Powys, die die Mutter von dreien seiner Söhne und von zwei Töchtern war, darunter
- Maelgwn ap Rhys
- Gruffydd ap Rhys
- Rhys Gryg
- Marged ferch Rhys ⚭ um 1182 Gwenwynwyn ap Owain Cyfeiliog von Süd-Powys
- Gwenllian ⚭ Ednyfed Fychan, Seneschall von Gwynedd, der als Stammvater des Hauses Tudor gilt.

Daneben soll er dreizehn uneheliche Kinder gehabt haben, darunter ein Kind mit seiner Nichte, einer Tochter seines Bruders Maredudd:
- Maredudd Ddall (Der Blinde) († 1239), wurde als Kind Heinrich II. als Geisel gestellt, nach der Niederlage von 1165 ließ ihn der König blenden und sandte ihn zu seinem Vater zurück.
- Maredudd († 1227), Archidiakon von Ceredigion,
- Hywel Sais (Hywel der Sachse), wurde bis 1171 Heinrich II. als Geisel gestellt. Er begleitete den König 1173 bis 1175 nach Frankreich, weshalb er seinen Beinamen erhielt. Er wurde 1204 in Cemais von Gefolgsleuten seines Bruders Maelgwn schwer verwundet und erlag kurz darauf seinen Verletzungen,
- Cynwrig ap Rhys († 1237)
- Meurig (* 1173), Sohn von Gwenllian, der Tochter seines älteren Bruders Maredudd
- Maredudd ap Rhys († 2. Juli 1201), Lord von Cantref Bychan, wurde in Carnwyllion von Gefolgsleuten von William de Londres, Lord of Kidwelly ermordet.